# Château d'Örbyhus
Le château d'Örbyhus est un château suédois situé à Örbyhus dans la paroisse de Vendel qui se trouve dans la commune de Tierp du comté d'Uppsala.

## Historique
Örbyhus est un fief du seigneur Magnus Gislesson Sparre en 1354, puis il passe aux Bielke (en) et en 1451 à Johan Kristiersson Vasa de la dynastie Vasa. Celui-ci fait construire une haute tour qui un siècle plus tard sert de prison au roi fou Éric XIV, enfermé par son frère Jean III de Suède de 1574 à sa mort.
Selon la rumeur, il aurait été empoisonné par une soupe aux pois. La seconde épouse de Jean III, Gunilla Bielke, y demeure ensuite, puis leur fils Jean, duc d’Ostrogothie (1589–1618). Gustaf Horn y demeura entretemps entre 1592 et 1605. La reine Christine de Holstein-Gottorp acquiert les terres en 1612 qu’elle donne en 1639 à Marie-Éléonore de Brandebourg.
Le domaine est ensuite la propriété de la famille Banér. C’est Gustav Banér, gouverneur de la province, qui fait construire le château actuel en 1641. Puis il passe en 1718 au comte Ture Gabriel Bielke (1684†1763) qui le vend en 1729 à Charles de Geer (1669†1730).

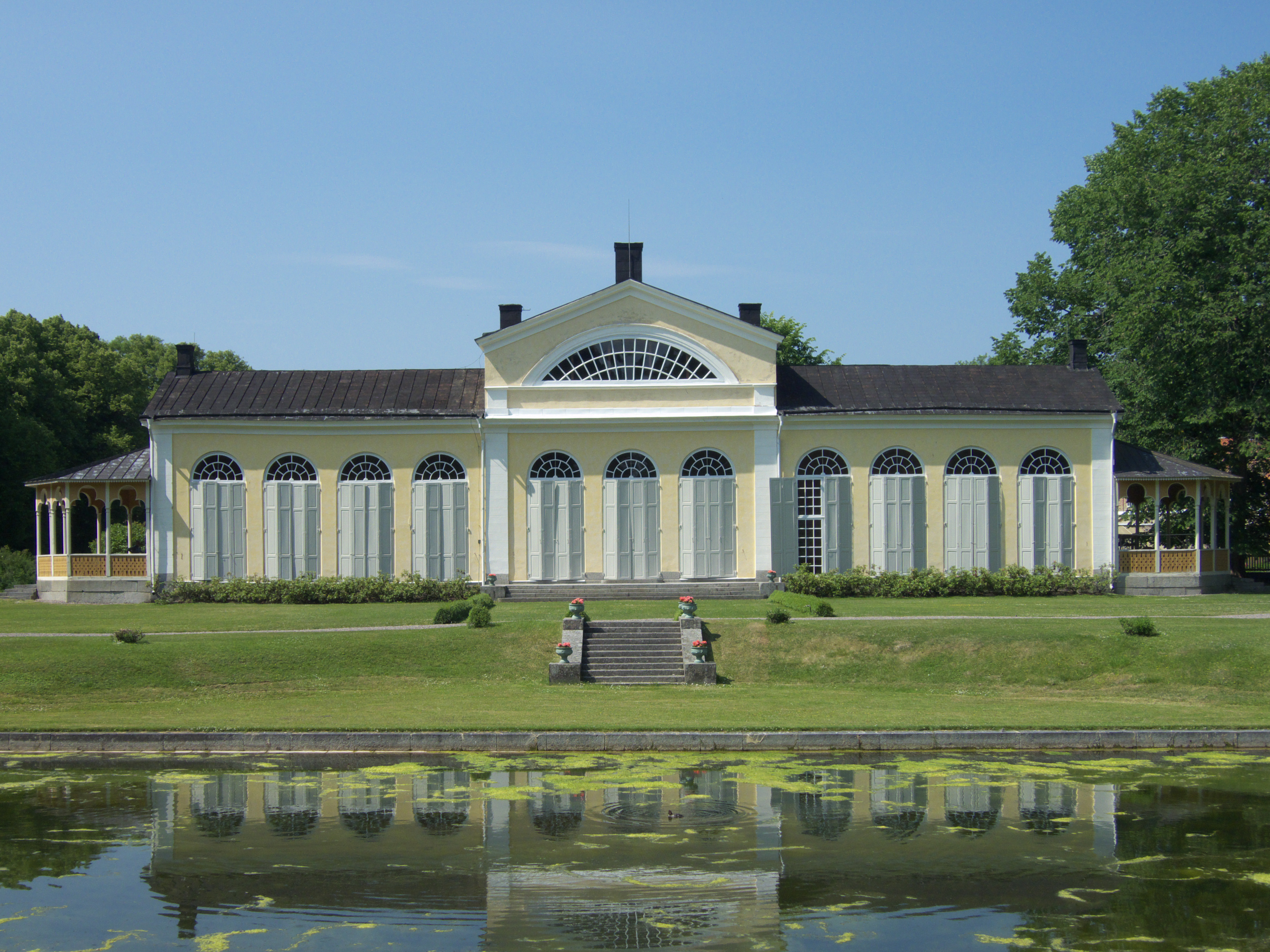
L'orangerie du château.

Le fideicommis passe de fils aîné en fils aîné, jusqu’à Karl de Geer (1781-1861) qui restaure le château. Il est la propriété du ministre des Affaires étrangères Baltzar von Platten (1804†1875), puis du baron Carl Klingspor (sv) (1847†1911).
Le château est acheté ensuite par le comte Carl Gustaf von Rosen (1824†1909) dont le fils Eugène (1870†1950) agrandit le château et construit de nouveaux bâtiments agricoles en 1909.

## Informations externes
- (sv + en) Site officiel du château en suédois et en anglais

### Source
- (sv) Cet article est partiellement ou en totalité issu de l’article de Wikipédia en suédois intitulé « Örbyhus slott » (voir la liste des auteurs).